# Daniel O. Fagunwa
Daniel Olorunfemi Fagunwa, (Oke-Igbo, 1903-1963) fue un escritor nigeriano en lengua yoruba.
Murió con 60 años en un río en 1963; el suelo junto a la orilla del río aparentemente cedió bajo sus pies y cayó al río. Trató de nadar fuera del agua pero se hundió porque la canoa junto al río también cayó y colapsó sobre él.

## Biografía
Nació en el seno de una familia de jefes yorubas y estudió en su ciudad natal y en Oyo hasta convertirse en profesor. En 1938, publicó la primera novela en yoruba, Ogboju Ode ninu Igbo Irunmale. Fagunwa es el autor en yoruba más leído y referente para autores como Amos Tutuola.

## Obra
- Ogboju Ode ninu Igbo Irunmale, 1938
- Igbo Olodumare, 1949
- Ireke Onibudo, 1949
- Irinkerindo ninu Igbo Elegbeje, 1954
- Adiitu Olodumare, 1961